# Sieśki (powiat bielski)
Sieśki – wieś w Polsce położona w województwie podlaskim, w powiecie bielskim, w gminie Wyszki.
W 1921 roku wieś liczyła 13 domów i 68 mieszkańców, w tym 53 katolików i 15 prawosławnych.
W latach 1975–1998 miejscowość należała administracyjnie do województwa białostockiego.
Wierni kościoła rzymskokatolickiego należą do parafii św. Stanisława w Topczewie.